# Callistocythere multicellulosa
Callistocythere multicellulosa is een mosselkreeftjessoort uit de familie van de Leptocytheridae. De wetenschappelijke naam van de soort is voor het eerst geldig gepubliceerd in 1995 door Coimbra, Sanguinetti & Bittencourt-Calagno.